# Olenecamptus detzneri
Olenecamptus detzneri es una especie de escarabajo longicornio del género Olenecamptus, categorizada en la tribu Dorcaschematini, de la subfamilia Lamiinae. Fue descrita por Kriesche en 1926.

## Descripción
Mide 15-30 mm de longitud.

## Distribución
Se distribuye por Islas Salomón y Papúa Nueva Guinea.